# Дипломатически мисии на Еритрея
Това е списък на дипломатическите мисии на Еритрея в света. Страната поддържа приятелски отношения с Джибути, Судан и Йемен.

## Европа
- Белгия
  - Брюксел (посолство)
- Великобритания
  - Лондон (консулство)
- Германия
  - Берлин (посолство)
  - Франкфурт (консулство)
- Италия
  - Рим (посолство)
  - Милано (консулство)
- Русия
  - Москва (посолство)
- Франция
  - Париж (посолство)
- Нидерландия
  - Хага (посолство)
- Швеция
  - Стокхолм (посолство)

## Северна Америка
- Канада
  - Отава (посолство)
- САЩ
  - Вашингтон (посолство)

## Африка
- Джибути
  - Джибути (посолство)
- Египет
  - Кайро (посолство)
- Етиопия
  - Адис Абеба (посолство)
- Кения
  - Найроби (посолство)
- Судан
  - Хартум (посолство)
- ЮАР
  - Претория (посолство)

## Близък изток
- Йемен
  - Сана (посолство)
- Кувейт
  - Кувейт (посолство)
- Обединени арабски емирства
  - Абу Даби (посолство)
  - Дубай (консулство)
- Саудитска Арабия
  - Рияд (посолство)
- Сирия
  - Дамаск (посолство)

## Азия
- Индия
  - Ню Делхи (Посолство)
- Китай
  - Пекин (Посолство)
- Пакистан
  - Исламабад (Посолство)
- Япония
  - Токио (Посолство)

## Океания
- Австралия
  - Канбера (посолство)